# Joseph Picot de Limoëlan
 (novembre 2020).
Le chevalier Joseph Pierre Picot de Limoëlan, né à Nantes le 4 novembre 1768 et mort à Charleston aux États-Unis, le 29 septembre 1826, est un militaire français et un chef chouan pendant la Révolution française.
En 1800, il prend part à l'attentat de la rue Saint-Nicaise, mené contre Napoléon Bonaparte, sous la direction de Georges Cadoudal.
Pénitent, il termine sa vie comme prêtre catholique aux États-Unis, sous le nom d'abbé de Clorivière.

## Biographie

### Famille
Joseph Picot de Limoëlan est le fils de  Michel Alain Picot, seigneur de Limoëlan, et de Jeanne Roche de Fermoy. Il est le neveu du R. P. Pierre-Joseph de Clorivière.
À Rennes, il est le camarade de Chateaubriand, leur amitié est savoureusement rapportée dans Mémoires d'outre-tombe, Livre deuxième, chapitre 7.

### Révolution et militantisme royaliste
Au début de la Révolution, Limoëlan adhère comme son père à l'Association bretonne.
À la suite du démantèlement de l'association, il émigre. Son père, également membre d'une conjuration et un des aides de camp d'Armand Tuffin de La Rouërie, est exécuté à Paris.
De retour en France, il prend part à la Chouannerie et sert dans la division de Médréac. En 1799, il prend temporairement le commandement de la division de Fougères à la place de Boisguy, alors prisonnier, et s'empare de la ville de Pontorson qui ne livre aucune résistance.

### Attentat contre Napoléon Bonaparte
Après la paix, Limoëlan est envoyé à Paris par Cadoudal et organise avec Pierre Robinault de Saint-Régeant le complot de la « machine infernale », qui faillit tuer Napoléon Bonaparte le jour de Noël 1800. 
C'était lui qui était chargé de guetter l'arrivée de la voiture du Premier consul. Mais l'attentat échoue : Bonaparte n'est pas touché, tandis que 22 personnes sont tuées dans l'explosion. Contrairement à Saint-Régeant, Limoëlan parvient à échapper aux recherches de la police de Fouché et quitte Paris.

### Exil et mort
Il montre, le reste de sa vie durant, beaucoup de remords pour son acte ; il abandonne dès lors la lutte et gagne l'Amérique, où il est ordonné prêtre en 1812 sous le nom d'abbé de Clorivière. Il ne retourna jamais en France, et devint aumônier pour le couvent de la Visitation de Georgetown. Chaque 25 décembre, il s'enfermait dans sa chapelle ornée des portraits de Louis XVIII et de Charles X, et passait sa nuit en prière, demandant pardon à Dieu pour son rôle dans l'attentat,.
Il meurt à Charleston, en Caroline du Sud, le 29 septembre 1826.